# Вітмер (Пенсільванія)
Вітмер (англ. Witmer) — переписна місцевість (CDP) в США, в окрузі Ланкастер штату Пенсільванія. Населення — 550 осіб (2020).

## Географія
Вітмер розташований за координатами 40°3′2″ пн. ш. 76°12′37″ зх. д. / 40.05056° пн. ш. 76.21028° зх. д. (40.050623, -76.210234).  За даними Бюро перепису населення США в 2010 році переписна місцевість мала площу 3,22 км², з яких 3,22 км² — суходіл та 0,00 км² — водойми.

## Демографія
Згідно з переписом 2010 року, у переписній місцевості мешкали 492 особи в 165 домогосподарствах у складі 136 родин. Густота населення становила 153 особи/км².  Було 170 помешкань (53/км²).
Расовий склад населення:
| - 94,5 % — білих - 2,2 % — азіатів - 1,0 % — чорних або афроамериканців - 0,2 % — корінних американців - 1,6 % — осіб інших рас |

До двох чи більше рас належало 0,4 %. Частка іспаномовних становила 2,2 % від усіх жителів.
За віковим діапазоном населення розподілялося таким чином: 26,6 % — особи молодші 18 років, 59,8 % — особи у віці 18—64 років, 13,6 % — особи у віці 65 років та старші. Медіана віку мешканця становила 34,9 року. На 100 осіб жіночої статі у переписній місцевості припадало 90,7 чоловіків;  на 100 жінок у віці від 18 років та старших — 90,0 чоловіків також старших 18 років.
Середній дохід на одне домашнє господарство  становив 67 702 долари США (медіана — 81 439), а середній дохід на одну сім'ю — 82 969 доларів (медіана — 84 500). Медіана доходів становила 30 410 доларів для чоловіків та 18 932 долари для жінок. За межею бідності перебувало 5,7 % осіб, у тому числі 0,0 % дітей у віці до 18 років та 0,0 % осіб у віці 65 років та старших.
Цивільне працевлаштоване населення становило 379 осіб. Основні галузі зайнятості: освіта, охорона здоров'я та соціальна допомога — 19,0 %, мистецтво, розваги та відпочинок — 14,0 %, виробництво — 12,4 %, оптова торгівля — 11,3 %.